# Purpurtaube
Die Purpurtaube (Patagioenas subvinacea, Syn.:  Columba subvinacea), auch Rötliche Taube genannt, ist eine in Süd- und Mittelamerika verbreitete Taubenart. Die IUCN stuft die Art als nicht gefährdet ein. Sie kommt in ihrem Verbreitungsgebiet in vier Unterarten vor.

## Äußere Merkmale
Die Purpurtaube wird 28 cm lang und wiegt 170 Gramm. Sie ist damit in etwa so groß wie eine Lachtaube. Das Gefieder ist an der Körperoberseite grau mit rötlichem Schimmer. Die Körperunterseite ist kastanienbraun oder zimtfarben. Der Schnabel ist dunkel. Die Iris ist rötlich.

## Verbreitung und Lebensraum
Das Verbreitungsgebiet der Purpurtaube reicht von Costa Rica bis Ecuador, Bolivien und Zentralbrasilien.
In Zentralamerika lebt sie in Gebirgswäldern ab einer Höhen über 1500 m und kommt bis zur Baumgrenze vor. In den niedrigeren Lagen ist statt ihrer die Kurzschnabeltaube vertreten, die eine eng verwandte Art der Purpurtaube ist. Die beiden Arten lassen sie am besten an ihren Rufen unterscheiden. Die Rufe der Purpurtaube sind schneller und weniger komplex.
In Südamerika bewohnt sie humide Wälder von der Tiefebene bis zu 1.500 Meter über NN. Ihre Verbreitung reicht von Costa Rica bis Ecuador, Bolivien und Zentralbrasilien.

## Verhalten
Purpurtauben leben normalerweise paarweise und halten sich in den Baumkronen auf, wo sie nach Früchten und Beeren suchen. Den Boden suchen Purpurtauben zum Trinken auf sowie um Grit aufzunehmen. Das Nest der Purpurtaube befindet sich meist in einer Höhe von fünf Metern über dem Boden. Die Purpurtaube legt nur ein weißes Ei.

## Unterarten
Bisher sind sechs Unterarten als gültige Taxa anerkannt. Es handelt sich dabei um:
- Patagioenas subvinacea berlepschi (Hartert, E, 1898)
- Patagioenas subvinacea bogotensis (Berlepsch & Leverkühn, 1890)
- Patagioenas subvinacea peninsularis (Chapman, 1915)
- Patagioenas subvinacea purpureotincta (Ridgway, 1888)
- Patagioenas subvinacea subvinacea (Lawrence, 1868)
- Patagioenas subvinacea zuliae (Cory, 1915)

Die erste entdeckte Subspezies subvinacea wurde 1868 bei Dota in der Provinz San José in Costa Rica klassifiziert. Man findet sie in den subtropischen Zonen Costa Ricas und Panamas. Die Unterart berlepschi kommt vorwiegend an der Pazifikküste vom Südosten Panamas bis in den Südwesten Ecuadors vor. Im Nordosten Kolumbiens und Westen Venezuelas ist die ssp. zuliae beheimatet. Auf der Halbinsel Paria sowie im Nordosten Venezuelas kann man die ssp. peninsularis beobachten. Die ssp. purpureotincta kommt vom Südosten Kolumbiens über den Süden Venezuelas bis Guyana vor. Schließlich und endlich ist das Verbreitungsgebiet der ssp. bogotensis vom nördlichen Ende der Westanden Kolumbiens in den südlichen Teil des brasilianischen Amazonas bis nach Nord- & Ostbolvien. 
Die Unterarten Patagioenas subvinacea ruberrima (Meyer de Schauensee, 1950), Patagioenas subvinacea ogilviegranti (Chubb, C, 1917) und Patagioenas subvinacea anolaimae werden normalerweise als ungültiges Taxon betrachtet.

## Belege